# فولاد ابزاری din 1.2344
فولاد ابزار DIN 1.2344 (همچنین به نام فولاد AISI H13 یا H13) یک گرید فولاد ابزاری برای کار درحالت داغ استاندارد شده است. ویژگی اصلی این گرید ترکیب عناصر آلیاژی کرومیم، مولبیدن  و وانادیم است که مقاومت بالایی در برابر سایش فراهم میکند. این فولاد به خاطر استحکام و مقاومت حرارتی عالی‌اش شناخته می‌شود. حضور وانادیم با مقدار زیاد در DIN 1.2344 امکان ماشین‌کاری را فراهم می‌کند که این فولاد در برابر سایش در دماهای پایین و بالا مقاوم باشد. این فولاد ابزار به طور عمده برای ریخته‌گری آلومینیوم،  و ریخته‌گری روی، استفاده می‌شود.
AISI به معنای موسسه فولاد و آهن آمریکاست. همچنین به عنوان SKD 61 توسط استانداردهای صنعتی ژاپن استاندارد شده است.
سطح می‌تواند نیترید شود تا مقاومت به سایش افزایش یابد.

## کاربرد
DIN 1.2344 به طور گسترده در انواع مختلفی از کار در حالت های سرد و گرم استفاده می‌شود. در پردازش گرم، از تیغه‌ها و بلوک‌های فریت DIN 1.2344 برای برش و استخراج بلوک‌های نمونه استفاده می‌شود. در فرآیند کار سرد، این فولاد برای پانچ کردن، سرشانه زدن و وارد کردن بلوک‌های قالب استفاده می‌شود. DIN 1.2344 دارای مقاومت بالا در برابر سایش و استحکام عالی، هدایت حرارتی خوب و مقاومت به ترکیدگی در دمای بالا است. وجود وانادیم باعث مقاومت بسیار خوب در برابر سایش در دماهای پایین و بالا می‌شود. سطح بالای مقاومت و انعطاف‌پذیری آن باعث شده تا به عنوان مواد مفیدی در صنعت ریخته گری و حوزه سرشانه‌زنی سرد مورد استفاده قرار گیرد.

## ترکیبات شیمایی
| عنصر     | مقدار |
| کربن     | 0.38  |
| سیلیکن   | 1.00  |
| کرومیم   | 5.40  |
| مولبیدیم | 1.35  |
| وانادیم  | 1.00  |

## عملیات حرارتی فولاد ابزار گرم کار

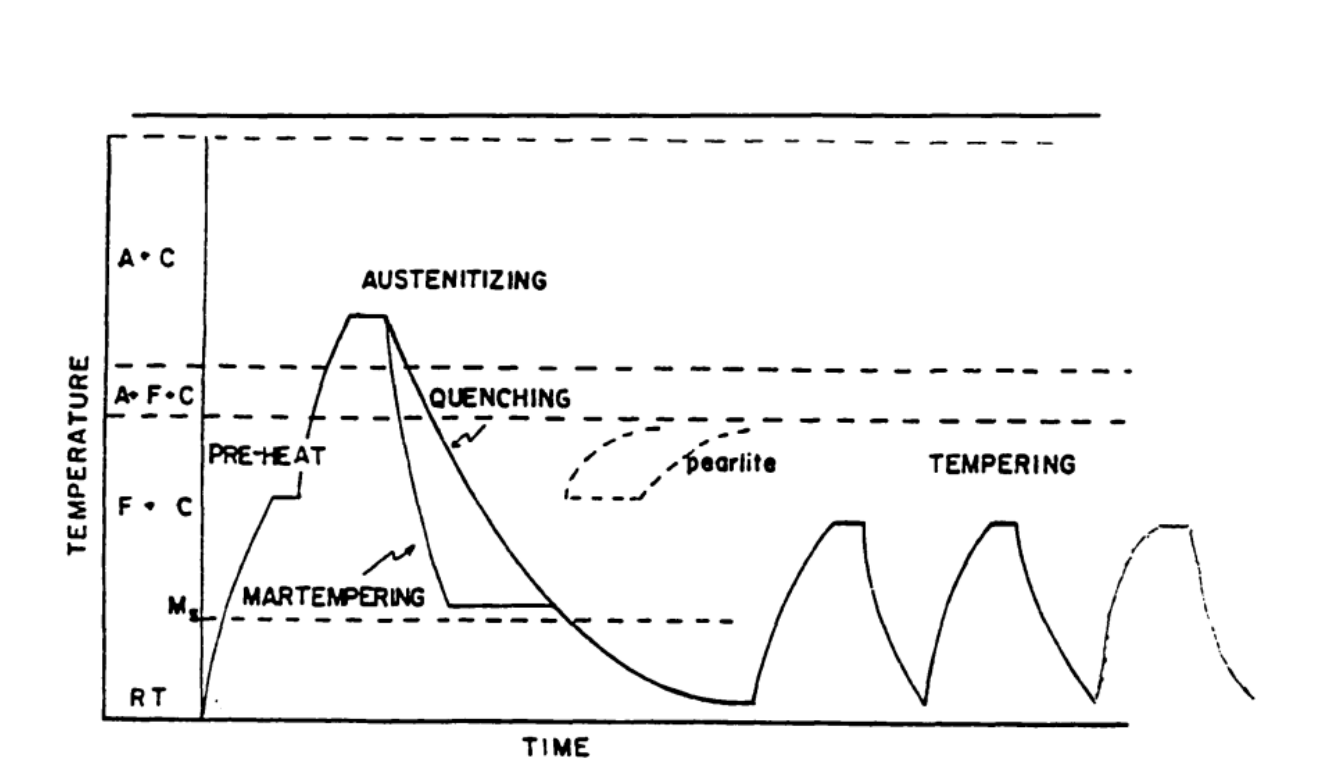
فرایند تهيه فولاد ابزار گرم کار تا مرحله سخت کردن.

عملیات حرارتی فولادهای ابزار مشابه با عملیات حرارتی فولاد کم آلیاژ سختی پذير است. به بيان دیگر خواص نھایی آنها توسط آستنیت، تشکیل مارتنزیت و در پایان بازپخت به دست میآيد. اکثر فولادهای آلیاژی به علت دارا بودن عناصر آلیاژی در ترکیب شیمیایی خود در هنگام انجام فرایندهای حرارتی، ممکن است مشكلاتى به وجود آورند كه میبايست قبل از انجام عمليات حرارتی این فولادها پیشبینى و احتياطهاى لازم انجام شود تا در حد امكان از بروز اين مشكلات جلو گیری شود تا در نھایت یک ریز ساختار مناسب متشکل از زمینه مارتنزیت بازپخت شده حاوی کاربیدهای آلیاژى بدست آيد.
انجام فرآيند با ذوب كردن و انجماد شروع ميشود. فولادهاي ابزار را در كوره هاي قوس الکتريکي يا القايي و با استفاده از قراضه‌ها و افزودني‌هاي آلياژي (فروآلياژ) به دقت انتخاب شده و ذوب ميكنند. براي انواع فولادهاي ابزار ويژه با كيفيت عالي، شمشهاي از قبل ريخته گري شده را ميتوان تحت عمليات ذوب مجدد در سرباره (ESR) و انجماد قرار داد.
مقادير زياد عناصر آلياژي در فولادهاي ابزار چند جزئي موجب جدايش و تحکيم كاربيدهاي آلياژي اوليه در ضمن انجماد ميشود.

## آنیل کردن فولاد های ابزار
پس از كارگرم و تهیه‌ ورق يا ميلگرد، براي تهيه ابزار و يا قالب با شکل مورد نظر، فولاد ابزار را ماشين‌كاري ميكنند. براي اينکه ريزساختارهاي كار گرم شده به شرايطي مناسب براي ماشين كاري و در نهايت سخت كردن تبديل شوند، نياز به فرايند آنيل است. هدف از عمليات آنيل فولادهاي ابزار، عبارت از دستيابي به ريزساختاري شامل كاربيدهاي كروي يکنواخت توزيع شده در زمينه اي از فريت است. چنين ميکروساختاري، سختي پايين و قابليت ماشينكاري خوبي داشته و موجب كاهش سايش ابزارهاي برش ميشود. همچنين آنيل كردن موجب ميشود كه:
-1 دانه هاي درشتي كه احتماال در ضمن كارگرم در دماهاي باال تشکيل شدهاند ريز شوند.
-2 ساختارهاي سخت مارتنزيتي و پرليتي كه احتماال در ضمن سرد شدن از دماي كار گرم تشکيل شدهاند حذف شوند.
-3 اثر تغيير شکل غير يکنواخت حاصل از كار مکانيکي گرم قطعات با شکلهاي پيچيده و مقاطع ضخيم از بين برود.

## تاثیر عناصر آلیاژی در فولاد ابزار گرمکار

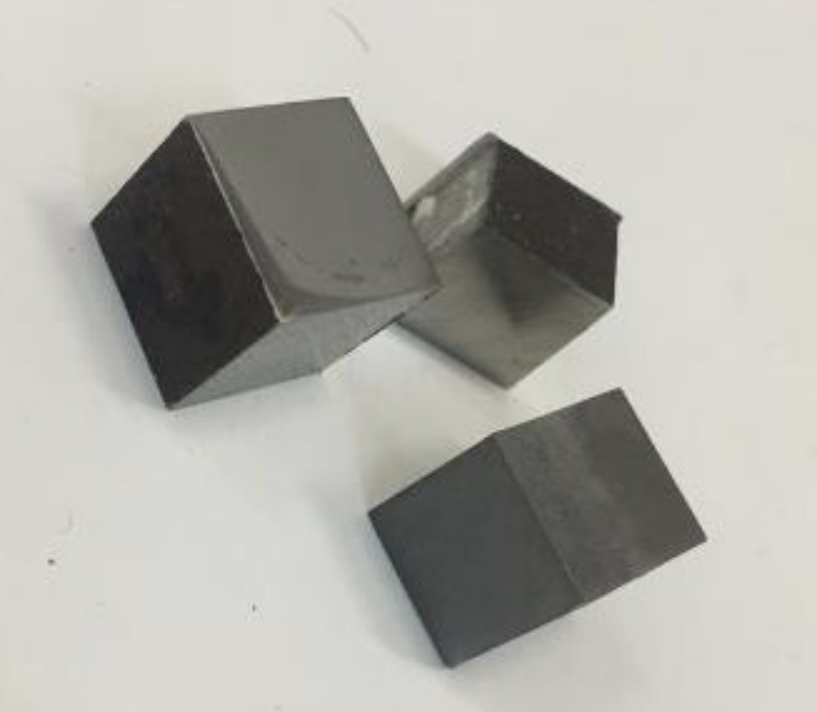
بلوکهاي مورد استفاده در عمليات حرارتي

در بررسي فولادها بايد اين نکته را در نظر داشت كه فولادها معمولا داراي عناصر آلياژي و ناخالصي‌هايي هستند كه بايد اثرات آنها را بر ريزساختار و خواص فازهاي فريت، آستنيت و كاربيد در نظر گرفت. مشاركت عناصر آلياژي و ناخالصي‌ها در ريزساختار و خواص فوالدها معموال با قرار گرفتن آنها به جاي اتمهاي آهن (اگر اندازه اتمي آنها تقريبا برابر اندازه اتمي آهن باشد) و يا نشستن در فضاهاي خالي بيننشين (اگر اندازه اتمي آنها بسيار كوچک تر از اندازه اتمي آهن باشد) امکان پذير است. در بعضي مواقع، اگر مقادير عناصر آلياژي بيشتر از حد حلاليت باشند، فازي به جز فازهاي ذكر شده به وجود ميآيد. به عنوان مثال، در اثر اضافه كردن مقدار بسيار كمي كروم (كه جز عناصر آلياژي اين فوالد است) فاز {\displaystyle {\ce {C3M}}}با ساختار بلوري سمنتيت به وجود آماده كه تا 890 درجه سانتيگراد پايدار است.
1. 1 2 3  Bayramoglu, M.; Polat, H.; Geren, N. (2008-08). "Cost and performance evaluation of different surface treated dies for hot forging process". Journal of Materials Processing Technology (به انگلیسی). 205 (1–3): 394–403. doi:10.1016/j.jmatprotec.2007.11.256. {{cite journal}}: Check date values in: |date= (help)
2. 1 2 3  "LAS VEGAS SANDS CORP., a Nevada corporation, Plaintiff, v. UKNOWN REGISTRANTS OF www.wn0000.com, www.wn1111.com, www.wn2222.com, www.wn3333.com, www.wn4444.com, www.wn5555.com, www.wn6666.com, www.wn7777.com, www.wn8888.com, www.wn9999.com, www.112211.com, www.4456888.com, www.4489888.com, www.001148.com, and www.2289888.com, Defendants". Gaming Law Review and Economics (به انگلیسی). 20 (10): 859–868. 2016-12. doi:10.1089/glre.2016.201011. ISSN 1097-5349. {{cite journal}}: Check date values in: |date= (help)
3. ↑  Lorenz, H.P. (1995-06). "Investigation of TiN as an interlayer for diamond deposition on steel". Diamond and Related Materials (به انگلیسی). 4 (8): 1088–1092. doi:10.1016/0925-9635(95)00282-0. {{cite journal}}: Check date values in: |date= (help)
4. ↑  Klobčar, D.; Tušek, J.; Taljat, B. (2008-01). "Thermal fatigue of materials for die-casting tooling". Materials Science and Engineering: A (به انگلیسی). 472 (1–2): 198–207. doi:10.1016/j.msea.2007.03.025. {{cite journal}}: Check date values in: |date= (help)
5. 1 2  zarei, Mohammad Hossein; دانشگاه اصفهان; Nasr, Ahmad Reza; دانشگاه اصفهان; Mirshahjafari, Seyyed Ebrahim; دانشگاه اصفهان; Liaghadar, Mohammad Javad; دانشگاه اصفهان (2017-02-01). "Preschool Teachers: Who and With What Characteristics?". Theory and Practice in Curriculum. 4 (8): 181–204. doi:10.18869/acadpub.cstp.4.8.181. ISSN 2345-4938.